# Galina Shamrai
Galina Rudiko (Taskent, Uzbekistán, 5 de octubre de 1931), también conocida como Galina Shamrai, es una gimnasta artística soviética, campeona olímpica en Helsinki 1952 en el concurso por equipos.

## Carrera deportiva
Sus mayor éxito fue lograr el oro en las Olimpiadas de Helsinki 1952 en el concurso por equipos, quedando en el podio por delante de las húngaras y checoslovacas, y siendo sus compañeras de equipo: Nina Bocharova, Pelageya Danilova, Maria Gorokhovskaya, Ekaterina Kalinchuk, Galina Minaicheva, Galina Urbanovich y Medea Jugeli. 
También fue un logro importante el oro logrado en la general individual del Mundial de Roma 1954, por delante de la checoslovaca Eva Bosáková y la polaca Helena Rakoczy, y el oro por equipos, quedando por delante de las húngaras y checoslovacas.
Como curiosidad, cabe destacar que ganó la plata en el concurso por equipos con aparatos de las Olimpiadas de Helsinki 1952, un ejercicio similar al concurso de gimnasia rítmica que conocemos en la actualidad.